# Korri
Korri är en bergstopp i republiken Island. Den ligger i regionen Västlandet, 110 km nordväst om huvudstaden Reykjavík. Toppen på Korri är 640 meter över havet.
Runt Korri är det mycket glesbefolkat, med 2 invånare per kvadratkilometer. Närmaste större samhälle är Ólafsvík, omkring 11 kilometer väster om Korri. Trakten runt Korri består i huvudsak av gräsmarker.